# Hypopta guiguasia
Espèce
Hypopta guiguasia est une espèce de lépidoptères (papillons) de la famille des Cossidae.

## Description
L'holotype de Hypopta guiguasia, un mâle, mesure 29 mm.

## Taxonomie
Le nom valide complet (avec auteur) de ce taxon est Hypopta guiguasia Dognin, 1916,.

### Étymologie
Son épithète spécifique, guiguasia, pourrait faire référence à sa localité type que l'auteur note comme « Las Guigas, Esteban valley, Venezuela ».

### Publication originale
- Dognin, Hétérocères nouveaux de l'Amérique du Sud, vol. 4, Rennes, Oberthur, décembre 1916, 34 p. (lire en ligne), chap. 12, p. 26-27.